# メタ県
メタ県（メタけん、スペイン語: Departamento del Meta）は、コロンビアの県。国土の中央に近い、アンデス山脈の東に位置する。メタ川の流域で、リャノの草原が広がる。県都はビリャビセンシオ。コロンビアの地勢を象徴するような県である。
地元の先住民族はアチャグア語を話す。

## 隣接する県
- クンディナマルカ県
- カサナレ県
- ビチャーダ県
- グアビアーレ県
- カケタ県
- ウイラ県
- ボゴタ（首都地区）

## 下位行政区
下記の4地域および29市から成る。
アリアリ地域
1. エル・カスティージョ市 (El Castillo)
2. エル・ドラド市 (El Dorado)
3. フエンテ・デ・オロ市 (Fuente de Oro)
4. グラナダ市 (Granada)
5. ラ・ウリベ市 (La Uribe)
6. レハニアス市 (Lejanías)
7. マピリパン市 (Mapiripán)
8. メセタス市 (Mesetas)
9. プエルト・コンコルディア市 (Puerto Concordia)
10. プエルト・ジェラス市 (Puerto Lleras)
11. プエルト・リコ市 (Puerto Rico)
12. サン・フアン・デ・アラーマ市 (San Juan de Arama)
13. ビスタ・エルモサ市 (Vista Hermosa)

ビリャビセンシオ地域
1. ビリャビセンシオ市 (Villavicencio)

ピエデモンテ地域
1. アカシアス市 (Acacías)
2. バランカ・デ・ウピア市 (Barranca de Upía)
3. カスティージャ・ラ・ヌエバ市 (Castilla la Nueva)
4. クバーラル市 (Cubarral)
5. クマラル市 (Cumaral)
6. エル・カルバリオ市 (El Calvario)
7. グアマル市 (Guamal)
8. レストレポ市 (Restrepo)
9. サン・カルロス・デ・グアロア市 (San Carlos de Guaroa)
10. サン・フアニト市 (San Juanito)
11. サン・マルティン市 (San Martín)

メタ川地域
1. カブヤロ市 (Cabuyaro)
2. ラ・マカレーナ市 (La Macarena)
3. プエルト・ガイタン市 (Puerto Gaitán)
4. プエルト・ロペス市 (Puerto López)

アリアリ地域
ビリャビセンシオ地域
ピエデモンテ地域
メタ川地域